# Partito Radicale del Cile (2018)
Il Partito Radicale del Cile (Spagnolo: Partido Radical de Chile - PR) è un partito politico cileno di orientamento liberal-socialista fondato nel 1994; designato inizialmente come Partito Radicale Social Democratico (Partido Radical Social Demócrata - PRSD), è stato ridenominato nel 2018.
Il partito fu fondato attraverso la confluenza tra due distinti soggetti politici:
- il Partito Radicale del Cile (Partido Radical de Chile);
- il Partito Socialdemocrazia Cilena (Partido Socialdemocracia Chilena), denominato fino al 1973 come Partito della Sinistra Radicale (Partido de Izquierda Radical).

Il 25 agosto 2018 la formazione ha ripreso ufficialmente la storica denominazione di Partito Radicale, riassumendone altresì il logo. Tale decisione era stata assunta dai militanti del partito nel luglio del 2015.
Il partito è collocato nell'area ideologica della socialdemocrazia e del radicalismo e ha come principi fondanti la difesa delle libertà civili, l'uguaglianza e la solidarietà; è membro dell'Internazionale Socialista.

## Storia
Il Partito Radicale del Cile è stato uno storico partito di centro liberale socialdemocratico che ha ricoperto un grande ruolo nella vita politica del paese esprimendo Pedro Aguirre Cerda (1938-1941), Juan Antonio Ríos Morales (1942-1946) e Gabriel González Videla (1946-1952).
Il PRSD nasce con l'unione del PR con la Socialdemocracia Chilena, entrambi i partiti erano in crisi di consensi e con una modestissima rappresentazione al Congresso nazionale cileno e per avere una maggiore rappresentazione all'interno della coalizione di centrosinistra Concertación de Partidos por la Democracia.
Nel 2009 per la prima volta dalla fondazione un esponente del partito, ossia il leader José Antonio Gómez ha concorso alle elezioni primarie presidenziali, affrontando Eduardo Frei Ruiz-Tagle, esponente del Partito Democratico Cristiano del Cile, ed è risultato sconfitto con un onorevole 35%, considerato come una vittoria dato che il radicale non aveva ottenuto nessun sostegno dai partiti socialisti democratici che avevano preferito sostenere il democristiano.

## Ideologia

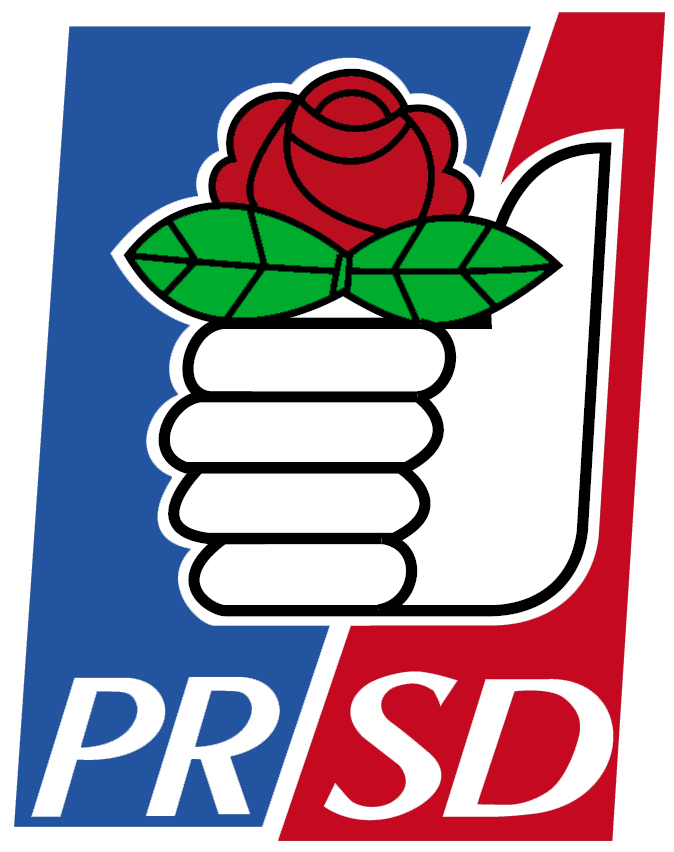
Logo del PRSD

Il PRSD come già detto in precedenza è un partito incline alla socialdemocrazia e al radicalismo:
- Umanesimo secolare. Il PRSD sostiene la ragione razionale sulla vita umana e del mondo, ma rispetta profondamente le teorie religiose riguardo all'origine della vita, in merito al numero di credenti che votano il partito stesso
- Socialdemocrazia. Il PRSD sostiene l'intervento dello Stato in materia economica attraverso delle riforme graduali che hanno scopo l'uguaglianza sociale e il sistema di protezione sociale creato dallo Stato.
- Laicità. Il PRSD è favorevole alla separazione tra lo Stato e la Chiesa ed è contrario all'intervento religioso nelle Istituzioni. In termine di valori si definisce come progressista ed è favorevole alla tolleranza religiosa, il controllo delle nascite, il rispetto delle minoranze etniche e sessuali.
- Democrazia e devoluzione. Il PRSD è difensore della democrazia e dei diritti umani ed è contrario al centralismo statale e propone la creazione del federalismo in Cile.

## Risultati elettorali
| Elezione          | Elezione | Voti    | %    | Seggi   |
| ----------------- | -------- | ------- | ---- | ------- |
| Parlamentari 1989 | Camera   | 268.103 | 3,94 | 5 / 120 |
| Parlamentari 1989 | Senato   | 147.364 | 2,17 | 2 / 38  |
| Parlamentari 1993 | Camera   | 200.837 | 2,98 | 2 / 120 |
| Parlamentari 1993 | Senato   | 119.459 | 6,37 | 0 / 28  |
| Parlamentari 1997 | Camera   | 181.538 | 3,13 | 4 / 120 |
| Parlamentari 1997 | Senato   | 76.091  | 1,79 | 0 / 20  |
| Parlamentari 2001 | Camera   | 248.821 | 4,05 | 6 / 120 |
| Parlamentari 2001 | Senato   | 19.025  | 1,10 | 0 / 18  |
| Parlamentari 2005 | Camera   | 233.564 | 3,54 | 7 / 120 |
| Parlamentari 2005 | Senato   | 114.515 | 2,40 | 1 / 20  |
| Parlamentari 2009 | Camera   | 251.456 | 3,80 | 5 / 120 |
| Parlamentari 2009 | Senato   | 68.482  | 3,61 | 0 / 18  |
| Parlamentari 2013 | Camera   | 225.955 | 3,63 | 6 / 155 |
| Parlamentari 2013 | Senato   | -       | -    | 0 / 27  |
| Parlamentari 2017 | Camera   | 216.558 | 3,61 | 8 / 155 |
| Parlamentari 2017 | Senato   | 34.448  | 2,07 | 0 / 23  |
| Parlamentari 2021 | Camera   | 111.117 | 1,76 | 4 / 155 |
| Parlamentari 2021 | Senato   | 58.081  | 1,25 | 0 / 27  |